# 林未紀
林未紀（はやし みき，1989年1月13日—）是日本女藝人，出生于千葉縣。

## 經歷及演藝活動
- 參加前所屬經紀公司深井れなとして（2005年10月－2006年6月所屬）舉辦的DVD水著寫真女郎選拔活動而出道。
- 2006年9月15日，于現所屬經紀公司渡边娱乐（Watanabe Entertainment Co., Ltd. 簡稱WE）舉辦的第一屆B-Girl[1][原創研究？]選舉中，在16217人中脫穎而出獲得冠軍。
- 由小西康陽擔任制作人的第一張個人單曲CD將于2007年春季發售。
- 2006年9月末參加了UHA味覚糖的CM片段的演出。
- 在TBS2006年10月動畫《Code Geass 叛逆的魯路修》中擔任蘇菲（ソフィ）的聲優。
- 2007年2月23日、DVD寫真集「みきPON53」發售。
- 同事務所的著名前輩有中川翔子等。

## 外部連結
- 事務所官方網站
- みきPONブログ